# Gouvernement Ghannouchi II
Pour les articles homonymes, voir Gouvernement Ghannouchi.
République tunisienne
Ghannouchi I Caïd Essebsi
Le second gouvernement Mohamed Ghannouchi est le « gouvernement d'union nationale » tunisien investi le 17 janvier 2011 à la suite de la révolution tunisienne qui a éclaté en décembre 2010. Il est remanié le 27 janvier 2011.

## Changement et continuité
Le ministère de la Communication se trouve aboli dans le gouvernement annoncé le 17 janvier 2011, mais les ministres de la Défense nationale, de l'Intérieur et des Finances du précédent gouvernement y conservent leur fonction jusqu'au remaniement du 27 janvier. Le ministre des Affaires étrangères Kamel Morjane, également présent dans la précédente équipe, anticipe ce dernier en démissionnant avec quelques heures d'avance.

## Composition annoncée le 17 janvier

### Ministres
| Image | Fonction                                                             |  | Nom                                | Parti ou Organisation |
| ----- | -------------------------------------------------------------------- |  | ---------------------------------- | --------------------- |
|       | Premier ministre                                                     |  | Mohamed Ghannouchi                 | RCD                   |
|       | Ministre de la Justice                                               |  | Lazhar Karoui Chebbi               | Indépendant           |
|       | Ministre de la Défense nationale                                     |  | Ridha Grira                        | RCD                   |
|       | Ministre des Affaires étrangères                                     |  | Kamel Morjane démissionnaire       | RCD                   |
|       | Ministre de l'Intérieur                                              |  | Ahmed Friaâ                        | RCD                   |
|       | Ministre des Affaires religieuses                                    |  | Laroussi Mizouri                   | Indépendant           |
|       | Ministre du Développement régional et local                          |  | Ahmed Néjib Chebbi                 | PDP                   |
|       | Ministre de l'Enseignement supérieur et de la Recherche scientifique |  | Ahmed Brahim                       | Ettajdid              |
|       | Ministre de la Santé                                                 |  | Mustapha Ben Jaafar démissionnaire | Ettakatol             |
|       | Ministre du Commerce et du Tourisme                                  |  | Mohamed Jegham                     | RCD                   |
|       | Ministre de l'Éducation                                              |  | Taïeb Baccouche                    | Indépendant           |
|       | Ministre des Affaires sociales                                       |  | Moncer Rouissi                     | RCD                   |
|       | Ministre de l'Agriculture et de l'Environnement                      |  | Habib M'barek                      | RCD                   |
|       | Ministre de la Planification et de la Coopération internationale     |  | Mohamed Nouri Jouini               | Indépendant           |
|       | Ministre de l'Industrie et de la Technologie                         |  | Afif Chelbi                        | Indépendant           |
|       | Ministre des Finances                                                |  | Ridha Chalghoum                    | RCD                   |
|       | Ministre de la Culture                                               |  | Moufida Tlatli                     | Indépendante          |
|       | Ministre des Affaires de la femme                                    |  | Lilia Labidi                       | Indépendante          |
|       | Ministre du Transport et de l'Équipement                             |  | Slaheddine Malouche                | RCD                   |
|       | Ministre de la Formation et de l'Emploi                              |  | Houssine Dimassi démissionnaire    | UGTT                  |
|       | Ministre de la Jeunesse et des Sports                                |  | Mohamed Aloulou                    | Indépendant           |

### Ministres auprès d'un ministre
| Image | Fonction                                       | Ministre de Rattachement |  | Nom                              | Parti ou Organisation |
| ----- | ---------------------------------------------- | ------------------------ |  | -------------------------------- | --------------------- |
|       | Ministre auprès du Premier ministre            | Premier ministre         |  | Abdeljelil Bédoui démissionnaire | UGTT                  |
|       | Ministre chargé du Développement administratif | Premier ministre         |  | Zouheir M'dhaffer démissionnaire | RCD                   |

### Secrétaires d’État
| Image | Fonction                                                                                     | Ministre de Rattachement                                             |  | Nom                                | Parti ou Organisation |
| ----- | -------------------------------------------------------------------------------------------- | -------------------------------------------------------------------- |  | ---------------------------------- | --------------------- |
|       | Secrétaire d'État auprès du ministre des Affaires étrangères                                 | Ministre des Affaires étrangères                                     |  | Ahmed Ounaies                      | Indépendant           |
|       | Secrétaire d'État auprès du ministre des Affaires étrangères                                 | Ministre des Affaires étrangères                                     |  | Radhouane Nouisser                 | Indépendant           |
|       | Secrétaire d'État auprès du ministre du Développement régional et local                      | Ministre du Développement régional et local                          |  | Néjib Karafi                       | Indépendant           |
|       | Secrétaire d'État auprès du ministre de l'Enseignement supérieur                             | Ministre de l'Enseignement supérieur et de la Recherche scientifique |  | Faouzia Charfi                     | Indépendante          |
|       | Secrétaire d'État chargé de la Recherche scientifique                                        | Ministre de l'Enseignement supérieur et de la Recherche scientifique |  | Refâat Chaâbouni                   | RCD                   |
|       | Secrétaire d'État auprès du ministre de la Santé                                             | Ministre de la Santé                                                 |  | Lamine Moulahi                     | Indépendant           |
|       | Secrétaire d'État auprès du ministre de la Planification et de la Coopération internationale | Ministre de la Planification et de la Coopération internationale     |  | Abdelhamid Triki                   | RCD                   |
|       | Secrétaire d'État chargé de l'Énergie                                                        | Ministre de l'Industrie et de la Technologie                         |  | Abdelaziz Rassâa                   | RCD                   |
|       | Secrétaire d'État chargé des Technologies de la communication                                | Ministre de l'Industrie et de la Technologie                         |  | Sami Zaoui                         | Indépendant           |
|       | Secrétaire d'État chargé de la Fiscalité                                                     | Ministre des Finances                                                |  | Moncef Bouden                      | RCD                   |
|       | Secrétaire d'État chargé des Domaines de l'État                                              | Ministre des Finances                                                |  | Ahmed Adhoum                       | Indépendant           |
|       | Secrétaire d'État chargé du Tourisme                                                         | Ministre du Commerce et du Tourisme                                  |  | Slim Chaker                        | Indépendant           |
|       | Secrétaire d'État auprès du ministre du Transport et de l'Équipement                         | Ministre du Transport et de l'Équipement                             |  | Anouar Ben Gueddour démissionnaire | UGTT                  |
|       | Secrétaire d'État auprès du ministre de l'Agriculture et de l'Environnement                  | Ministre de l'Agriculture et de l'Environnement                      |  | Salem Hamdi                        | Indépendant           |
|       | Secrétaire d'État auprès du ministre de la Jeunesse et des Sports                            | Ministre de la Jeunesse et des Sports                                |  | Slim Amamou                        | Parti pirate          |

## Nominations annexes
| Fonction | Nom                  |
| --- | -------------------- |
| Gouverneur de la Banque centrale                                                                            | Mustapha Kamel Nabli |
| Président de la commission supérieure de réforme politique (ar)                                             | Yadh Ben Achour      |
| Président de la commission nationale d'établissement des faits sur les abus durant la dernière période (ar) | Taoufik Bouderbala   |
| Président de la commission nationale d'investigation sur les faits de corruption et de malversation (ar)    | Abdelfattah Amor     |

## Démissions

### Ministres d'opposition
Le 18 janvier 2011, les trois ministres de l'Union générale tunisienne du travail (UGTT), Houssine Dimassi, Abdeljelil Bédoui et Anouar Ben Gueddour démissionnent. Le même jour, Mustapha Ben Jaafar, d'Ettakatol, démissionne également.

### Membres du RCD
À la suite des différentes contestations qui ont suivi la formation de ce gouvernement, le Premier ministre Mohamed Ghannouchi et le président par intérim Fouad Mebazaa annoncent qu'ils quittent leurs responsabilités au sein du Rassemblement constitutionnel démocratique. Le 20 janvier, les autres ministres encore membres du RCD annoncent avoir fait de même : il s'agit de Kamel Morjane, Ridha Grira, Ahmed Friaâ, Moncer Rouissi et Zouheir M'dhaffer. Le même jour, M'dhaffer, chargé du Développement administratif, démissionne également de ses fonctions ministérielles. Morjane démissionne quant à lui du gouvernement le 27 janvier, quelques heures avant le remaniement.

## Remaniement du 27 janvier
À la suite des protestations contre la présence de membres du RCD à des postes importants et à la démission de plusieurs ministres, le gouvernement est remanié le 27 janvier 2011. L'UGTT décide de ne pas y participer mais soutient le nouveau gouvernement.

### Ministres
| Image | Fonction                                                             |  | Nom                                 | Parti ou Organisation |
| ----- | -------------------------------------------------------------------- |  | ----------------------------------- | --------------------- |
|       | Premier ministre                                                     |  | Mohamed Ghannouchi                  | Indépendant           |
|       | Ministre de la Défense nationale                                     |  | Abdelkrim Zbidi                     | Indépendant           |
|       | Ministre des Affaires étrangères                                     |  | Ahmed Ounaies démissionnaire        | Indépendant           |
|       | Ministre de l'Intérieur                                              |  | Farhat Rajhi                        | Indépendant           |
|       | Ministre de la Justice                                               |  | Lazhar Karoui Chebbi                | Indépendant           |
|       | Ministre des Affaires religieuses                                    |  | Laroussi Mizouri                    | Indépendant           |
|       | Ministre du Développement régional et local                          |  | Ahmed Néjib Chebbi démissionnaire   | PDP                   |
|       | Ministre de l'Éducation                                              |  | Taïeb Baccouche                     | Indépendant           |
|       | Ministre de l'Enseignement supérieur et de la Recherche scientifique |  | Ahmed Brahim démissionnaire         | Ettajdid              |
|       | Ministre de la Santé                                                 |  | Habiba Zéhi Ben Romdhane            | Indépendante          |
|       | Ministre du Commerce et du Tourisme                                  |  | Mehdi Houas                         | Indépendant           |
|       | Ministre des Affaires sociales                                       |  | Mohamed Ennaceur                    | Indépendant           |
|       | Ministre de l'Agriculture et de l'Environnement                      |  | Mokhtar Jallali                     | Indépendant           |
|       | Ministre de la Planification et de la Coopération internationale     |  | Mohamed Nouri Jouini démissionnaire | Indépendant           |
|       | Ministre de l'Industrie et de la Technologie                         |  | Afif Chelbi démissionnaire          | Indépendant           |
|       | Ministre des Finances                                                |  | Jalloul Ayed                        | Indépendant           |
|       | Ministre de la Culture                                               |  | Azedine Beschaouch                  | Indépendant           |
|       | Ministre des Affaires de la femme                                    |  | Lilia Labidi                        | Indépendante          |
|       | Ministre du Transport et de l'Équipement                             |  | Yassine Brahim                      | Indépendant           |
|       | Ministre de la Formation professionnelle et de l'Emploi              |  | Saïd Aïdi                           | Indépendant           |
|       | Ministre de la Jeunesse et des Sports                                |  | Mohamed Aloulou                     | Indépendant           |

### Ministres auprès d'un ministre
| Image | Fonction                                                                                                | Ministre de Rattachement |  | Nom                         | Parti ou Organisation |
| ----- | --- | ------------------------ |  | --------------------------- | --------------------- |
|       | Ministrechargé des Réformes économiques et sociales et de la Coordination avec les ministères concernés | Premier ministre         |  | Elyès Jouini démissionnaire | Indépendant           |

### Secrétaires d’État
| Image | Fonction                                                                                     | Ministre de Rattachement                                             |  | Nom                           | Parti ou Organisation |
| ----- | -------------------------------------------------------------------------------------------- | -------------------------------------------------------------------- |  | ----------------------------- | --------------------- |
|       | Secrétaire d'État auprès du ministre des Affaires étrangères                                 | Ministre des Affaires étrangères                                     |  | Radhouane Nouisser            | Indépendant           |
|       | Secrétaire d'État auprès du ministre du Développement régional et local                      | Ministre du Développement régional et local                          |  | Néjib Karafi                  | Indépendant           |
|       | Secrétaire d'État auprès du ministre de l'Enseignement supérieur                             | Ministre de l'Enseignement supérieur et de la Recherche scientifique |  | Faouzia Charfi démissionnaire | Indépendante          |
|       | Secrétaire d'État auprès du ministre de la Santé                                             | Ministre de la Santé                                                 |  | Refâat Chaâbouni              | RCD                   |
|       | Secrétaire d'État auprès du ministre de la Santé                                             | Ministre de la Santé                                                 |  | Lamine Moulahi                | Indépendant           |
|       | Secrétaire d'État auprès du ministre de la Planification et de la Coopération internationale | Ministre de la Planification et de la Coopération internationale     |  | Abdelhamid Triki              | RCD                   |
|       | Secrétaire d'État auprès chargé des Technologies de la communication                         | Ministre de l'Industrie et de la Technologie                         |  | Sami Zaoui démissionnaire     | Indépendant           |
|       | Secrétaire d'État chargé des Domaines de l'État                                              | Ministre des Finances                                                |  | Ahmed Adhoum                  | Indépendant           |
|       | Secrétaire d'État chargé du Tourisme                                                         | Ministre du Commerce et du Tourisme                                  |  | Slim Chaker                   | Indépendant           |
|       | Secrétaire d'État auprès du ministre de l'Agriculture et de l'Environnement                  | Ministre de l'Agriculture et de l'Environnement                      |  | Salem Hamdi                   | Indépendant           |
|       | Secrétaire d'État auprès du ministre de la Jeunesse et des Sports                            | Ministre de la Jeunesse et des Sports                                |  | Slim Amamou                   | Parti pirate          |

### Autre changements
Le 10 février, Ridha Belhaj est investi secrétaire d'État auprès du Premier ministre. Le ministre des Affaires étrangères Ahmed Ounaies démissionne le 13 février à la suite de ses propos sur la révolution et sur son homologue française Michèle Alliot-Marie, qualifiée d'« amie de la Tunisie » ; il est remplacé par Mouldi Kefi le 21 février.

## Démission du Premier ministre
Le 27 février, le Premier ministre Mohamed Ghannouchi annonce sa démission à la télévision à la suite de deux jours de manifestations marquées par des violences dans la capitale ayant fait quatre morts et douze blessés.
À sa suite, les ministres Ahmed Néjib Chebbi, Ahmed Brahim, Elyès Jouini, Afif Chelbi et Mohamed Nouri Jouini annoncent notamment leur démission.

## Féminisation du gouvernement
Le gouvernement compte deux femmes ministres, Lilia Labidi, chargée du ministère des Affaires de la femme et Habiba Zéhi Ben Romdhane, ministre de la Santé (une troisième, Moufida Tlatli est également ministre de la Culture, mais pendant seulement dix jours). Faouzia Charfi est également secrétaire d’État auprès du ministre de l’Enseignement supérieur. La ministre de la Santé a sous sa tutelle un secrétaire d’État, Lamine Moulahi ; c’est la première fois dans l'histoire politique de la Tunisie qu'une femme ministre exerce une autorité sur un secrétaire d’État du sexe opposé.